# Festival international du film de Thessalonique 1993
Le Festival international du film de Thessalonique 1993 fut la 34e édition du Festival international du film de Thessalonique. Elle se tint du 5 au 14 novembre 1993.

## Palmarès

### Festival international
- Ils sont venus de la neige de Sotíris Gorítsas : Alexandre d'or et prix FIPRESCI
- Tallinn pimeduses de Ilkka Järvi-Laturi et Lefteris de Pericles Hoursoglou : Alexandre d'argent ex æquo
- Ning Ying (Jouer pour le plaisir) : meilleur réalisateur
- Kalifornia (Tim Metcalfe) : meilleur scénario
- Maria Skoula (Lefteris) : meilleure actrice
- Huang Zongluo (Jouer pour le plaisir) : meilleur acteur
- Shiba (18) de Ping Xo : prix artistique et prix FIPRESCI

### Festival grec
- Ils sont venus de la neige de Sotíris Gorítsas : meilleur film ex æquo, meilleur scénario, meilleure photographie ex æquo
- Lefteris de Pericles Hoursoglou : meilleur film ex æquo, meilleur premier film, meilleure photographie ex æquo, meilleurs décors ex æquo, prix de l'Union panhellénique des critiques de cinéma (PEKK)
- La Voûte céleste de Kostas Aristopoulos : meilleur réalisateur, meilleure photographie ex æquo, meilleurs décors ex æquo, meilleur montage
- Le Temps des assassins : meilleur acteur (Akis Sakellariou), meilleure actrice dans un second rôle (Betty Livanou)
- Charmante vie : meilleure actrice (Eva Kotamanidou), meilleur acteur dans un second rôle (Giorgos Vélentzas), meilleure musique
- Sens dessus dessous : Prix du ministère de la Culture : meilleur film, meilleur acteur, meilleur maquillage